# ギルボア山

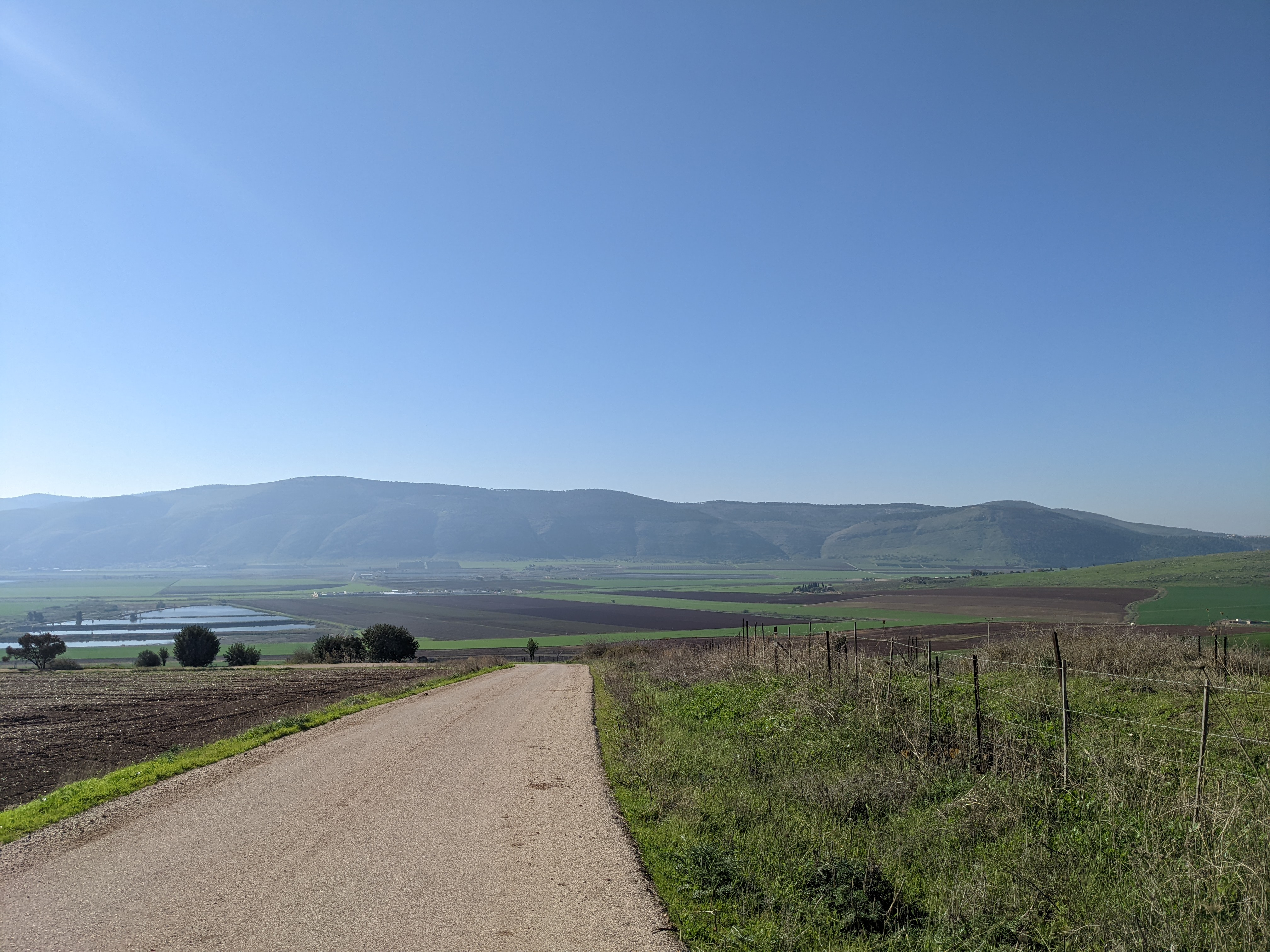
ギルボア山北部の山稜を北西から見る

ギルボア山（英: Mount Gilboa、ヘブライ語: הר הגלבוע, ラテン文字転写: Har hagGīlbōaʿ, アラビア語: جبال فقوعة, ラテン文字転写: Jabāl Fuqqāʿa）は、イズレエルの南東に位置する518 mの山。また、その周辺の山岳地帯の名前でもある。「丘陵地帯」を意味すると言われる。最高峰はベテ・シャンの西9 kmにあるジェベル・フクアと呼ばれる山である。
エスドラエロン平原の東方に弓なりに展開する尾根は、キション川とヨルダン川の分水嶺になっている。
サウル王がペリシテ人との戦いの際に陣を構えた。この戦いでイスラエルは敗北して、ヨナタン、アビナダブ、マキエ・シュアがギルボア山で戦死した。
ダビデはサウルがこの山で死んだ故に、この山を呪った。そのために、今日もイスラエル政府による緑化政策にもかかわらず植物が育たないと言われる。
この地域は王の道とヨルダン川から地中海への通路上にあるために、度々戦場になった。